# Zaborowo (Kozłowo)
Zaborowo [zabɔˈrɔvɔ] (deutsch Saberau) ist ein Dorf in der polnischen Woiwodschaft Ermland-Masuren und gehört zur Gmina Kozłowo (Landgemeinde Groß Koslau, 1938 bis 1945 Großkosel) im Powiat Nidzicki (Kreis Neidenburg).

## Geographische Lage
Zaborowo liegt im Südwesten der Woiwodschaft Ermland-Masuren, sieben Kilometer südwestlich der Kreisstadt Nidzica (deutsch Neidenburg).

## Geschichte

### Ortsgeschichte
Saberaw entstand 1423 im Zuge der Kolonisierung des Gebietes südlich von Gilgenburg (polnisch Dąbrówno) auf Betreiben der Komturei Osterode (polnisch Ostróda). Die Familie des Lokators, für den der Name Otto verbürgt ist, hatte 500 Jahre lang einen Hof in der Mitte des Ortes, der erst 1919 aufgegeben werden musste und an die Familie Wippich verkauft wurde. Die Familie Otto übte mehrere Jahrhunderte lang das erbliche Schulzenamt aus. Der letzte Erbschulze hieß Wilhelm Otto (1814–1901). Die Handfeste des Dorfes wurde 1423 erneuert, weil die alte Ausfertigung vermutlich in der Zeit der Schlacht von Tannenberg (1410) verloren gegangen war.
Am 28. Mai 1874 wurde Saberau Amtsdorf und damit namensgebend für einen Amtsbezirk im Kreis Neidenburg, der bis 1945 bestand und zum Regierungsbezirk Königsberg (ab 1905: Regierungsbezirk Allenstein) in der preußischen Provinz Ostpreußen gehörte. 1910 zählte das Dorf Saberau 298 Einwohner,
Auf den Feldern um Saberau wurden verstärkt Kartoffeln angebaut, was die Gründung der Brennereigenossenschaft Saberau-Salleschen und den Bau einer Brennerei noch vor dem Zweiten Weltkrieg begünstigte. Vom Jahr 1926 an gab es eine Molkerei im Ort.
Aufgrund der Bestimmungen des Versailler Vertrags stimmte die Bevölkerung im Abstimmungsgebiet Allenstein, zu dem Saberau gehörte, am 11. Juli 1920 über die weitere staatliche Zugehörigkeit zu Ostpreußen (und damit zu Deutschland) oder den Anschluss an Polen ab. In Saberau stimmte die überwiegende Mehrheit der Einwohner für den Verbleib bei Ostpreußen.
Von 1926 an gab es ein Saberau eine Molkerei mit überregionaler Bedeutung. Die Zahl der Dorfeinwohner belief sich 1933 auf 331 und 1939 auf 337.
Am 20. Januar 1945 wurde der Ort von sowjetischen Truppen besetzt. In Kriegsfolge kam 1945 das gesamte südliche Ostpreußen an Polen. Saberau erhielt die polnische Namensform Zaborowo und ist heute mit dem Sitz eines Schulzenamts (polnisch Sołectwo) eine Ortschaft innerhalb der Gmina Kozłowo (Landgemeinde Groß Koslau, 1938 bis 1945 Großkosel) im Powiat Nidzicki (Kreis Neidenburg), bis 1998 der Woiwodschaft Olsztyn, seither der Woiwodschaft Ermland-Masuren zugehörig.

### Amtsbezirk Saberau (1874–1945)
Bei seiner Errichtung im Jahre 1874 gehörten zum Amtsbezirk Saberau die Orte:
| Deutscher Name | Geänderter Name 1938 bis 1945            | Polnischer Name | Anmerkungen               |
| -------------- | ---------------------------------------- | --------------- | ------------------------- |
| Bartkenguth    |                                          | Bartki          |                           |
| Gorrau         | Gorau                                    | Górowo          |                           |
| Groß Olschau   | ab 1935: Olschau, 1938 bis 1945: Struben | Olszewo         |                           |
| Heidemühle     |                                          | Borowy Młyn     |                           |
| Klein Olschau  |                                          | Olszewko        | 1935 zur Gemeinde Olschau |
| Pilgramsdorf   |                                          | Pielgrzymowo    |                           |
| Piontken       | ab 1932: Freidorf                        | Piątki          |                           |
| Powiersen      | Waldbeek                                 | Powierz         |                           |
| Saberau        |                                          | Zaborowo        |                           |
| Schiemanen     |                                          | Szymany         |                           |
| Skudayen       |                                          | Szkudaj         |                           |
| Wasienen       |                                          | Ważyny          |                           |

Am 1. Januar 1945 bildeten den Amtsbezirk die Orte: Bartkenguth, Freidorf, Gorau, Pilgramsdorf, Saberau, Schiemanen, Skudayen, Struben, Waldbeek und Wasienen.

## Kirche

### Kirchengebäude
Schon in vorreformatorischer Zeit war Saberau ein Kirchdorf. Die heutige Zaborower Kirche stammt aus dem Jahre 1740 und ist ein Saalbau aus Feldsteinen und Ziegeln. Der Kanzelaltar wurde Mitte des 19. Jahrhunderts aus Teilen aus dem 17. und 18. Jahrhundert vereinigt. Das bis 1945 evangelische Gotteshaus gehört heute der Polnisch-katholischen Kirche und ist der Mariä Himmelfahrt gewidmet.

### Kirchengemeinde

#### Evangelisch
Mit Einzug der Reformation in Ostpreußen wurde die Kirche in Saberau evangelisch und blieb es bis 1945. 1925 zählte das Kirchspiel neun Ortschaften mit insgesamt 1800 Gemeindegliedern. Es war in den Kirchenkreis Neidenburg in der Kirchenprovinz Ostpreußen der Kirche der Altpreußischen Union eingegliedert. Nach Flucht und Vertreibung der einheimischen Bevölkerung und der Neuansiedlung polnischer Bürger übernahm die Polnisch-katholische Kirche das bis dahin evangelische Gotteshaus. Heute hier lebende evangelische Einwohner orientieren sich zur Heilig-Kreuz-Kirche Nidzica in der Diözese Masuren der Evangelisch-Augsburgischen Kirche in Polen.

#### Polnisch-katholisch
Die relativ kleine Polnisch-katholische Kirche unterhält in Zaborowo das Kirchengebäude. Sie untersteht dem Bistum Warschau, zu dem auch eine nächstgelegene Kirche dieser Konfession in Olsztyn (Allenstein) gehört.

## Schule
Eine Schule gab es in Saberau bereits im Jahr 1800. Diese brannte ab und wurde 1896 durch einen Neubau ersetzt. Wegen hohen Schüleraufkommens musste dieser Bau 1906 für eine zweite Lehrerstelle erweitert werden, dem sich 1925 ein Erweiterungsbau anschloss.

## Verkehr
Zaborowo liegt an einer Nebenstraße, die von Kanigowo (Kandien) über Ważyny (Wasienen) und Zalesie (Salleschen) nach Sarnowo (Scharnau) führt. Nebenstraßen von Pielgrzymowo (Pilgramsdorf) und Cebulki (Pilgramsaue) enden in Zaborowo.
Eine Anbindung an den Bahnverkehr besteht nicht.

## Persönlichkeiten

### Aus dem Ort gebürtig
- Albrecht Konrad Finck von Finckenstein (* 30. Oktober 1660 in Saberau), preußischer Generalfeldmarschall und Prinzenerzieher, Senior des Johanniterordens, Erbherr auf Schloss Finckenstein († 1735)

### Mit dem Ort verbunden
- Franz-Reinhold Hildebrandt (1906–1991), deutscher evangelischer Theologe, Mitglied der Bekennenden Kirche, EKU-Kirchenkanzlei-Präsident, Direktor der Evangelischen Forschungsakademie sowie Berliner Oberdomprediger, war von 1932 bis 1933 Hilfsprediger an der Kirche Saberau.